# 1750

## الأحداث
- تأسيس مدينة تورونتو وتقع حاليا في كندا.
- تأسيس مدينة إكيتوس وتقع حاليا في بيرو.

## مواليد
- آدم أفزيليوس
- اليزيد بن محمد
- جاريد ايروين
- جاك فرانسوا مينو
- هنري نوكس
- عمر مكرم

## وفيات
- جوتفريد هانكه
- يوهان سباستيان باخ